# Red Deer Rebels
Red Deer Rebels är ett kanadensiskt proffsjuniorishockeylag som är baserat i Red Deer, Alberta och har spelat i den nordamerikanska proffsjuniorligan Western Hockey League (WHL) sedan 1992, när laget bildades. De spelar sina hemmamatcher i Enmax Centrium som har en publikkapacitet på 6 000 åskådare. Rebels vann både Memorial Cup och WHL för säsong 2000-2001.
De har lyckats få fram spelare som bland annat Arron Asham, Mathew Dumba, Martin Erat, Colin Fraser, Boyd Gordon, Martin Hanzal, Darcy Kuemper, Ryan Nugent-Hopkins, Dion Phaneuf, James Reimer, Brandon Sutter, Jim Vandermeer, Kris Versteeg och Cam Ward som alla tillhör alternativt tillhörde olika medlemsorganisationer i den nordamerikanska proffsligan National Hockey League (NHL).